# Hajime Tanabe
Hajime Tanabe (田邊元, Tanabe Hajime; Tokio, 3 februari 1885 – Maebashi, 29 april 1962) was een Japans wetenschapsfilosoof die trachtte een synthese te vormen tussen boeddhisme, christendom, marxisme en wetenschappelijk denken. Hij doceerde vanaf 1913 wetenschapsfilosofie aan de Keizerlijke Universiteit van Tohoku in Sendai en later aan de Keizerlijke Universiteit van Kioto in Kioto, waar hij de meest vooraanstaande moderne Japanse filosoof van die tijd, Kitaro Nishida, opvolgde.

## Leven en werk
Na zijn studies aan de universiteiten van Berlijn, Leipzig en Freiburg (1922-1924), schreef Tanabe zijn belangrijkste vroege werk, Suri tetsugaku kenkyu (1925, Nederlands: "Een studie van de filosofie van de wiskunde"), wat hem op slag de leidinggevende Japanse wetenschapsfilosoof maakte. In de late jaren twintig tot in de jaren dertig ontwikkelde hij een "logica van de soorten"; met soorten bedoelde hij de natie als een historische bemiddelende kracht tussen het individu en de mensheid. Tanabe nam hierbij afstand van Nishida's "logica van het veld", die bedoeld was om het individu te benadrukken ten nadele van het historische aspect van de mensheid. Tanabes Dialectiek van de logica der soorten (1947) verscheen in de turbulente naoorlogse periode van de jaren veertig. 